# Беккер, Карл Йозеф
Карл Йо́зеф Бе́ккер (нем. Karl Josef Becker; 18 апреля 1928, Кёльн, Веймарская республика — 10 февраля 2015, Рим, Италия) — иезуит, немецкий кардинал, католический священник, богослов, преподаватель Папского Григорианского университета, бывший советник Конгрегации Доктрины веры. Кардинал-дьякон с титулярной диаконией Сан-Джулиано-Мартире с 18 февраля 2012.

## Биография
С 1946 года по 1948 год изучал классическую филологию в Кёльнском университете. 13 апреля 1948 года вступил в монашеский орден иезуитов. С 1950 года по 1953 год изучал философию в иезуитской Высшей философской школе в Мюнхене, с 1955 года по 1959 года продолжил обучение в иезуитской Высшей школе святого Георгия во Франкфурте-на-Майне. 31 июля 1958 года Карл Беккер был рукоположён в священника.
В 1964 году защитил докторскую диссертацию по теме «Учение об оправдании Доминика Сото» и стал преподавать в Высшей школе святого Георгия. С 1969 года преподавал в Папском Григорианском университете. В 2003 году стал почётным профессором.
15 сентября 1977 года Римский папа Павел VI назначил Карла Беккера советником Конгрегации Доктрины веры, где он работал до 1982 года с префектом Конгрегации будущим Римским папой Йозефом Ратцингером.
6 января 2012 года Римский папа Бенедикт XVI объявил, что Карл Беккер 18 февраля 2012 года будет возведён в кардинальское достоинство.
3 февраля 2012 года Пресс-служба Святого Престола сообщила, что кардинал-кандидат отец-иезуит Карл Йозеф Беккер, по состоянию здоровья, не будет возведён в сан кардинала в ходе публичной церемонии 18 февраля, но в частной форме в другое время.
18 февраля 2012 года, в соборе Святого Петра состоялась консистория, на которой Карл Йозеф Беккер был возведён в сан кардинал-дьякона с титулярной диаконией Сан-Джулиано-Мартире. На нового Князя Церкви была возложен кардинальская шапка и вручён кардинальский перстень.

## Научная деятельность
В области догматики Карл Беккер специализировался в учениях о таинствах и благодати. Карл Беккер является экспертом в истории II Ватиканского собора — он принимал участие в подготовке и обсуждении соборного документа Lumen Gentium.

## Сочинения
- Der Gottesbeweis nach Marechal. Zusammengestellt auf Grund der Mélanges Joseph Maréchal, Pullach, 1956;
- Die Rechtfertigungslehre nach Domingo de Soto. Das Denken eines Konzilsteilnehmers vor, in und nach Trient., Analecta Gregroriana, Roma, 1967;
- Wesen und Vollmachten des Priestertums nach dem Lehramt, Herder, Freiburg, 1970;
- Trattati sul battesimo, sulla confermazione, sui sacramenti in genere: schemi e bibliografie, Pontificia Università Gregoriana, Facoltà di Teologia, 1977;
- Catholic Engagement with World Religions: A Comprehensive Study (Faith Meets Faith), Orbis Books 2010, ISBN 978-1-57075-828-7